# Abu l-Fadl Xirazi
Abu-l-Fadl al-Abbàs ibn al-Hussayn aix-Xirazí (Siraz, 915 - Kufa, 973) fou visir en temps dels buwàyhides i patró del poeta xiïta àrab Ibn al-Hajj.
Va arribar a Bagdad amb el buwàyhida Muïzz-ad-Dawla i fou lloctinent d'al-Muhal·labí (mort 962), amb la filla del qual es va casar. Va avançar en la seva carrera mercès a al-Muhal·labí que fou durant trenta anys el visir de Muïzz-ad-Dawla. El 962, en morir el seu sogre, va ser nomenat al seu lloc; després, el 966, fou nomenat visir d'Izz-ad-Dawla i del califa al-Muti (946-974), però només va exercir tres mesos.
El 971 va tornar a ser nomenat visir i fou acusat de tirania i opressió i es diu que va arribar a calar foc a la ciutat en revenja per l'assassinat d'un oficial de l'administració, foc que va afectar una gran àrea (el mercat de Kark), va destruir 320 cases, 300 botigues i 33 mesquites, i va matar 17.000 persones (que sembla un nombre massa gran per les cases cremades); la seva responsabilitat, però, és dubtosa: l'any anterior hi havia hagut un altre foc causat pels disturbis entre xiïtes i sunnites. Com que les protestes augmentaven Izz-ad-Dawla el va fer detenir, li va confiscar els béns i el va castigar (no s'indica la forma) per finalment fer-lo enverinar a Kufa; el verí no el va matar però li va produir ulceres que el van matar un temps després.